# Kopasetic Productions
Kopasetic Productions is een onafhankelijk Zweeds platenlabel voor jazz en geïmproviseerde muziek, en een productie-bedrijf, gevestigd in Lund. De onderneming werd in 2003 opgericht door leden van het kwartet van Cennet Jönsson en het Trio Plunge. Het bedrijf organiseert ook concerten in onder meer Denemarken en een jaarlijks terugkerend festival KOPAfestival in Malmö en Lund. Het label brengt albums uit van de musici achter het label, maar ook van andere artiesten.
Het eerste uitgebrachte album was van Cennet Jönsson. Daarna volgden platen van onder meer Lisbeth Diers, Anders Nilsson, Krister Jonsson, Double Standards, Loïc Dequidt, Meloscope, Eliveation en lim.